# RoverComputers
RoverComputers Ltd. (рус. РоверКомпьютерс Лтд.) — российская компания, занимавшаяся продажей цифровой техники и электроники.
Компания изначально была образована как обслуживающая организация в 1991 году под названием «DVM-сервис», в 1993 году была преобразована в компанию «DVM-Group». С 1995 года компания занимается производством в России портативной электроники — в этот год выпущен первый ноутбук RoverBook.
В 1997 году Сергей Шуняев стал сопрезидентом российской компании «Белый ветер», ответственный за её производственное подразделение. Подразделение выпускало компьютерную технику под брендом RoverComputers и в 2002 году выделилась в независимую структуру.
В начале 2000-х годов более 35% продаваемых в России ноутбуков были выпущены компанией RoverComputers  на производственных мощностях в Москве и Александрове, и отличались выгодным соотношением «цена – качество». Послепродажное обслуживание осуществлял собственный СЦ, а также сеть авторизированных СЦ по всей стране.
В 2004 году начался выпуск коммуникаторов и смартфонов под товарным знаком RoverPC. В большинстве своём это устройства, выпущенные китайскими ODM-производителями, такими как Amoi, Lenovo, SIM Wireless, Yuhua Teltech и другими.
1 сентября 2010 года в продажу поступил первый планшет от RoverComputers под названием RoverPad.
По словам Кайрата Жараспаева, бывшего совладельца и вице-президента компании по финансам, RoverComputers не пережила кризиса 2008 года и была вынуждена прекратить бизнес. В 2015 году товарные знаки, принадлежавшие RoverComputers, были проданы бывшим сотрудникам.
Новые сотрудники компании не оказывают никакую техническую и консультационную помощь по продуктам, которые были произведены ранее.
11 июня 2023 года на 60-м году жизни умирает основатель компании и её президент Сергей Шуняев.